# Eva Engdahl
Eva Maria Engdahl-Tegestam, även känd under artistnamnet Marie Adams, född 21 april 1924 i Västerås, död 30 januari 2018 i Avesta, var en svensk musiker och kompositör.

## Biografi
Eva Engdahl var dotter till kanslisekreterare C.W. Engdahl och Gerda Bergqvist. Hon bedrev pianostudier för Karl Wohlfart och Gottfrid Boon samt som Svenska musikerförbundets stipendiat för Jules Gentil vid École Normale de Musique de Paris i Paris. Hon debuterade med en konsert på Stockholms Konserthus 1944.
Eva Engdahl framträdde som solist vid ett stort antal konserter under 1940- och 1950-talen. Gästspel i Norge, Danmark, Finland samt Tyskland. Gav bland annat konserter som innehöll både klassisk musik och jazz som en bland de första. Hon var Sveriges första kvinnliga kapellmästare. Turnéverksamhet i folkparker med Dagens Revy, Casinorevyn, jazzfestivaler med mera Startade Sveriges första pianotrio av den klassiska sättningen piano, bas och trummor. Kapellmästare på Norwegian America Line 1962–1963, samt för Dagens Revy, Casinorevyn. Artistchef på Bacchi Wapen.

## Marie Adams
Efter regelbunden medverkan med framföranden av klassisk musik, blev det inom dåvarande Radiotjänst känt att Eva Engdahl spelade jazzmusik. Då det inte ansågs passande för en kvinna att spela jazz, särskilt inte en konsertmusiker, blev det nödvändigt med en pseudonym. Från slutet av 1940-talet och in i 1960-talet blev Marie Adams ett känt begrepp inom underhållningsmusiken i svensk radio. Som en följd av hennes medverkan i radio blev Eva Engdahl även engagerad vid Sveriges Television. Från 1954 deltog hon i provsändningarna från Tekniska högskolan för att senare medverka vid reguljära tv-sändningar 1956–1961.

## Pedagogik
Eva Engdahl var medarbetare i debattboken Vi tycker om musik och deltog också i arbetet med att utforma ny musiklärarutbildning. Hon komponerade flera verk för orkester samt skrev undervisningsmaterial.

## Familj
Åren 1944–1948 var hon gift med ingenjören Gösta Wadenius (1923–1998) och fick sonen Jojje Wadenius (född 1945). Andra gången var hon gift 1950–1952 med läkaren Clas Oterdahl (1914–1957), son till Algot Söderström och systerson till Jeanna Oterdahl. Tredje gången var hon gift från 1956 med kanslichefen Jack Tegestam (1919–2004) till dennes död.

## Priser och utmärkelser
- 2013 – Minnesplakett på torget i Avesta[6]

## Diskografi
- 1954 – Adam Meets Eve  (IMP 56)
- 1954 – Don't Fall in Love  (IMP 56)
- 1954 – Our Love Was Meant to Be  (IMP 55)
- 1954 – Your Song  (IMP 55)
- 1954 – Stockholm Rhapsody  (DORE-LP-1000)